# فیس شاپ
فیس شاپ (انگلیسی: The Face Shop) شرکت لوازم آرایشی کره‌ای است، که در سال ۱۹۴۷ تأسیس شد.